# Luis Carondelet Castaños

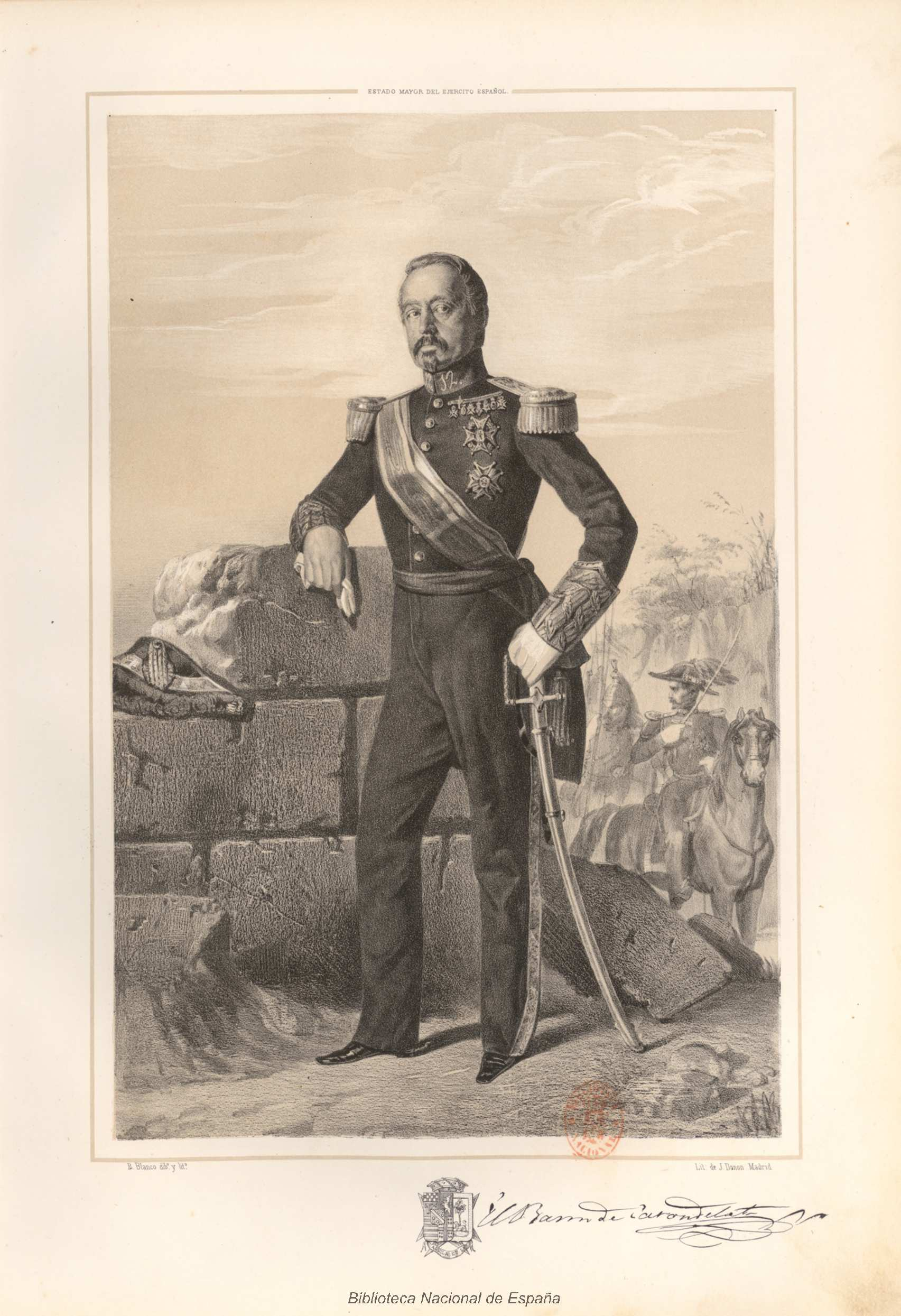
Luis Ángel Carondelet. Dibujo y litografía de Bernardo Blanco y Pérez para Estado Mayor General del Ejército Español, obra escrita y publicada bajo la dirección Pedro Chamorro y Baquerizo, Madrid, 1851-1854. Biblioteca Nacional de España.

Luis Ángel Carondelet Castaños (Cambrai, 16 de septiembre de 1787-Madrid, 3 de noviembre de 1869), ii duque de Bailén y vi barón de Carondelet, fue un noble y aristócrata español que sirvió en la Real Casa. Fue senador vitalicio en 1853 y de 1857 a 1868.

## Biografía
Fue hijo de Francisco Luis Héctor de Carondelet, v barón de Carondelet, y de María de la Concepción Castaños Aragorri. Su padre era un flamenco que había ingresado en la Real Guardia valona y junto a él vivió hasta los veinte años en los Virreinatos americanos, donde aquel ocupó diferentes puestos como intendente de San Salvador, gobernador de la Luisiana y presidente de Quito. El padre falleció cumpliendo sus funciones en la ciudad de Quito, en 1807, y Luis Ángel regresó a España junto a su hermana y su madre, que era hermana del general Castaños, victorioso contra las tropas francesas que invadieron la península ibérica en 1808.
A poco de su regreso a Europa comenzó la Guerra de la Independencia española, donde el hermano de su madre, el general Castaños, tuvo una decisiva intervención. El 7 de mayo de 1813 se casó con Gertrudis Donado García, con quien tuvo descendencia.
La decisiva influencia de su tío, creado duque de Bailén en 1833, le permitirá ir ocupando puestos en la Corte. Ya en 1836 será designado gentilhombre grande de España con ejercicio y servidumbre de la reina Isabel II.
En agosto de 1850 fallecerá su esposa. Los honores familiares continuarán aumentando pues, el 4 de junio de 1851, la reina creará el título de marqués de Portugalete para su hijo Eduardo.
Un año más tarde, al fallecimiento de su tío, heredará el título ducal y, en 1854, será designado por la soberana como su sumiller de Corps. La estrecha confianza depositada por Isabel II en él hará que, dos años más tarde, lo nombre su jefe superior de Palacio, y ocupó ese cargo durante diez años hasta que solicitó la jubilación.
Falleció en Madrid el 3 de noviembre de 1869, poco después de que estallara La Gloriosa.